# Pallamano Prato
Le Pallamano Prato est un club italien de handball basé à Prato en Toscane.

## Palmarès
- Championnat d'Italie (2) : 1997-98, 1998-99.
- Coupe d'Italie (2) : 1997-98, 1999-00.

## Personnalités liées au club
- Željko Babić : joueur de ? à ?
- Igor Vori : joueur de 2001 à 2002